# Kathleen Antonelli
Kathleen "Kay" McNulty Mauchly Antonelli (Creeslough, 12 de fevereiro de 1921 – Wyndmoor, 20 de abril de 2006) foi uma pioneira da programação de computadores e uma das seis programadoras originais do ENIAC, o primeiro computador digital eletrônico de propósito geral.

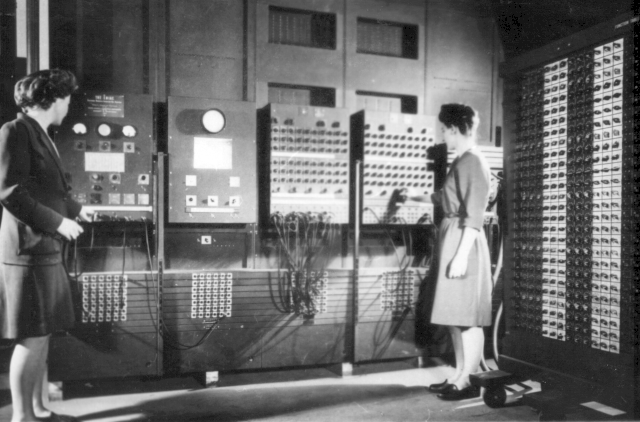
As programadoras Jean Bartik (esquerda) e Frances Spence (direita) operando o painel de controle principal do ENIAC.